# Referéndum sobre los derechos democráticos del pueblo de Puerto Rico de 1991
Un referéndum constitucional tuvo lugar en Puerto Rico el 8 de diciembre de 1991. Las enmiendas garantizarían:
- El derecho inalienable de determinar libre y democráticamente el estatus político de Puerto Rico.
- El derecho de escoger un estatus político digno, no colonial y no territorial que no esté subordinado a los poderes plenarios del Congreso.
- El derecho de votar por tres alternativas
- El derecho de que solo los resultados de una mayoría serán considerados como ganadores en un plebiscito
- El derecho de que cualquier estatus político proteja la cultura, el idioma y la identidad de Puerto Rico, además de continua participación independiente en eventos deportivos internacionales
- El derecho de que cualquier estatus político proteja el derecho del individuo a la ciudadanía estadounidense.

Las enmiendas fueron rechazadas por el 54,1% de los electores, con una participación de 60,7%.

## Resultados
| Opción                | Votos     | %    |
| --------------------- | --------- | ---- |
| A favor               | 559 159   | 45,9 |
| En contra             | 660 264   | 54,1 |
| Votos en blanco/nulos | 27 240    | –    |
| Total                 | 1 246 663 | 100  |
| Fuente: Nohlen        |           |      |